# Arkadij Ostrowski
Arkadij Iljicz Ostrowski, właśc. Awraam Iljicz Ostrowski, ros. Аркадий (Авраам) Ильич Островский (ur. 12 lutego?/25 lutego 1914 w Syzraniu, zm. 18 września 1967 w Soczi) – rosyjski kompozytor muzyki rozrywkowej, autor piosenek.

## Życiorys
Urodził się w rodzinie stroiciela instrumentów muzycznych. W 1927 Ostrowscy przeprowadzili się do Leningradu, a Arkady rozpoczął naukę w szkole muzycznej. W latach 1940–1947 grał w orkiestrze jazzowej założonej przez Leonida Utiosowa, w tym czasie zaczął komponować.
Na początku lat 60. XX wieku do komponowanej przez siebie muzyki zaczął pisać teksty. Z czasem obok twórczości dla dorosłych zaczęły powstawać kompozycje dla dzieci. W tamtych czasach był autorem i kompozytorem wielu piosenek, które znano w Związku Radzieckim i krajach bloku wschodniego. Największą sławę przyniosła mu łatwa i prosta kompozycja do słów Lwa Oszanina Niech zawsze świeci słońce (Słoneczny krąg), którą w 1962 Tamara Miansarowa wygrała nagrodę główną na Międzynarodowym Festiwalu Piosenki w Sopocie. We wrześniu 1967 miał się odbyć w Soczi pierwszy festiwal Czerwony goździk, na którym Ostrowski miał być gościem honorowym. 18 września nagle zmarł.
Pochowany na Cmentarzu Nowodziewiczym w Moskwie.

## Dziedzictwo
Piosenki do skomponowanej przez niego muzyki wykonywali m.in. Eduard Chil, Josif Kobzon, Muslim Magomajew, Maja Krystalińska, Edyta Piecha.